# Aleksandr Malinin
Aleksandr Nikolàievitx Malinin, rus: Алекса́ндр Никола́евич Мали́нин, nascut Aleksandr Nikolàievitx Víguzov, rus: Алекса́ндр Никола́евич Вы́гузов (16 de novembre de 1958 a Sverdlovsk RSFSR, URSS) és un cantant rus que va ser nomenat Artista del Poble de Rússia el 1997.

## Carrera
Malinin va néixer a Iekaterinburg (aleshores Sverdlovsk) com a Aleksandr Nikolàievitx Víguzov. Va estudiar música a la seva ciutat natal, i el 1981 va ser seleccionat per formar part del conjunt musical Poiut Guitari (Поют гитары). Es va traslladar a Moscou per continuar els seus estudis i va formar part de dos altres conjunts, el Golubie Guitari i el Gruppa Stas Namina.
A finals de la dècada del 1980 va recórrer els Estats Units i va fer un duet amb David Pomeranz, i esdevingué en el primer cantant soviètic a col·laborar amb un músic estatunidenc des de la irrupció de la Guerra Freda.
El 1988, Aleksandr Víguzov, per iniciativa de Stas Namin, va adoptar oficialment el cognom més harmoniós de Malinin. Tot i que la seva mare duia el cognom Malínov, Stas va suggerir substituir el final en "ov" per "in".
Entre el 1990 i el 1996, va oferir diversos concerts, amb el nom de Балы с Александром Малининым (Balls amb Aleksandr Malinin), en els quals va batre rècords d'assistència. La sèrie de concerts també es va emetre per televisió. El 1994 va rebre el premi World Music Awards com a artista rus més venut. El 1999, Malinin va rebre una estrella a la Plaça Estel de Moscou.
Malinin està casat i té un fill anomenat Anton (nascut el 1982), que va ser educat en part al Regne Unit, on va assistir al Haileybury and Imperial Service College de Hertfordshire.

## Cançons populars

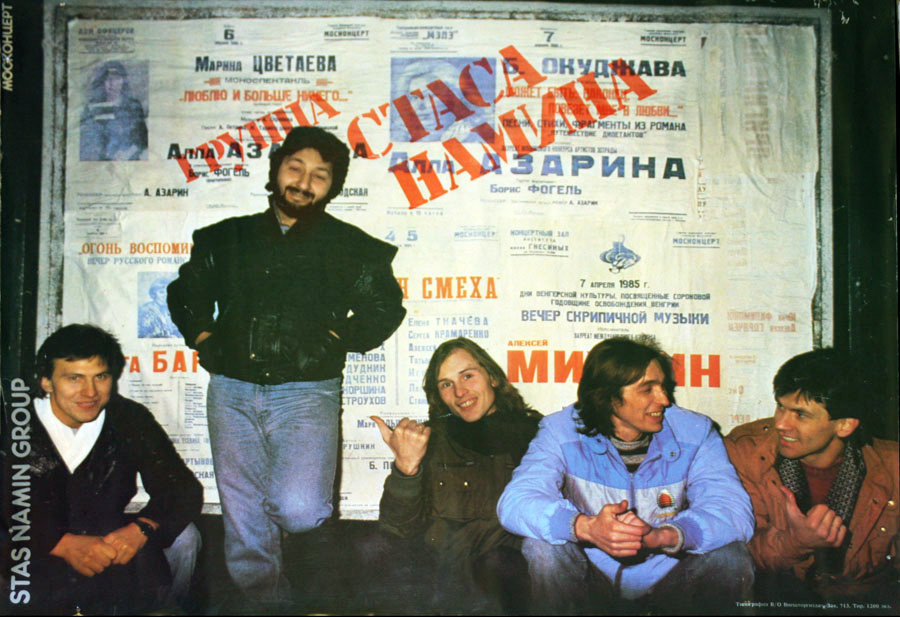
Malinin (al mig) amb el grup Gruppa Stasa Namina el 1986

- "Berega" ("Берега")
- "Belyj Kon" ("Белый конь")
- "Naprasnie slova" ("Напрасные слова")
- "Molba" ("Мольба")
- "Zabava" ("Забава")
- "I Lyubov' i razluka" ("Любовь и разлука")
- "Dai bog" ("Дай, Бог")
- "Nado zhit" ("Надо жить")
- "Ty Takaya Krasivaya" ("Ты такая красивая")